# غاريث أندرو
غاريث أندرو (27 ديسمبر 1983 في المملكة المتحدة - ) (بالإنجليزية: Gareth Andrew)‏ هو لاعب كريكت نيوزلندي. لعب مع نادي مقاطعة ورسسترشاير للكريكيت ‏ ونادي مقاطعة هامبشاير للكريكت ‏ ونادي مقاطعة سومرست للكريكت ‏ وفريق كانتربري للكريكت ‏.

## وصلات خارجية
- غاريث أندرو على موقع إي آس بي آن كريك إنفو (الإنجليزية)